# Mityana (district)
Mityana is een district in Centraal-Oeganda. Hoofdstad is de gelijknamige stad Mityana.
Mityana telt 269.763 inwoners. Het district werd in 2005 gevormd uit de counties Mityana en Busujju van het district Mubende.